# Chloroclystis denotata
Chloroclystis denotata là một loài bướm đêm trong họ Geometridae.